# Біосферний заповідник Монгол-Дагуур

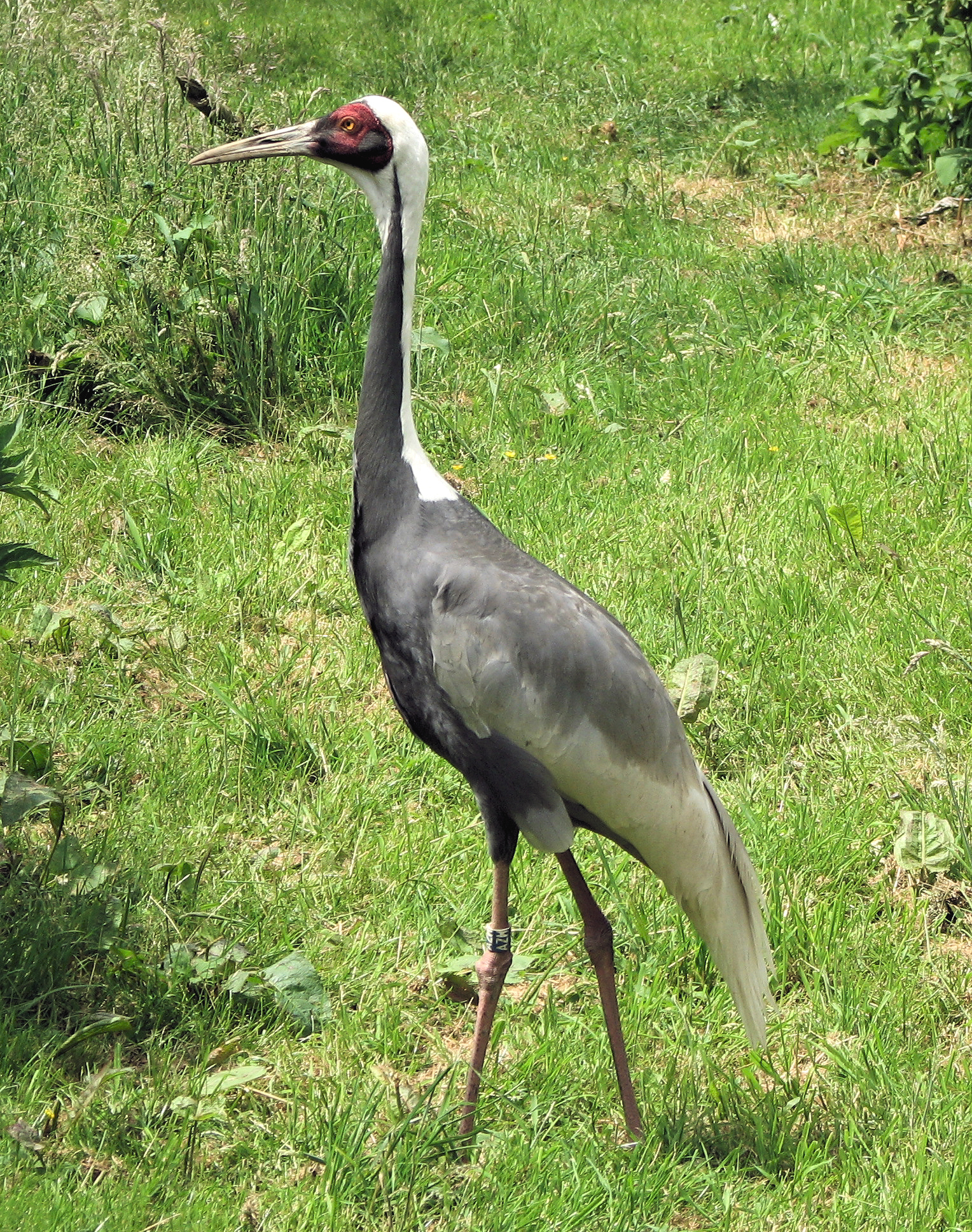
Журавель білоголовий

Біосферний заповідник Монгол-Дагуур — природний заповідник в аймаці Дорнод у східній Монголії, на терені якого зберіглась одна з найбільших ділянок недоторканого степу у світі.
Займає 8 429 072 га і був визнаний ЮНЕСКО біосферним заповідником в 2005 році.

Разом із Угтамським природним заповідником та Даурським заповідником у Росії є об'єктом Світової спадщини під назвою «Пейзажі Даурії».

## Історія
Монгол-Дагуур було оголошено ЮНЕСКО біосферним заповідником у 2005 році.

Біосферний заповідник має на меті зберегти навколишнє середовище, дозволяючи місцевим громадам бути залученими до сталого розвитку.
.
Основна територія біосферного заповідника суворо охороняється, буферна зона використовується для досліджень та подібних заходів, а перехідна зона дозволяє місцевим громадам здійснювати економічну діяльність, що не шкодить навколишньому середовищу.

## Опис
Монгол-Дагуур має загальну площу 8 429 072 га і розташований між 46°06' до 46°52'N і 116°11' до 118°27'E.
Його висота становить від 700 до 1100 м над рівнем моря.
Складається з основної території площею близько 570 374 га, оточеної буферною зоною в 1 072 220 га і перехідної зони в 6 786 477 га.
Терен має у своєму складі помірний степ, скелясті виходи, піщані дюни та болота.

Заповідник має поділ на дві зони.
Більша північна територія лежить поруч із заповідною територією в Росії — Даурським заповідником.
Він розташований на південь від озера Барун-Торей і має у своєму складі трав'янисті степи та водно-болотні угіддя.
Менша південна територія має у своєму складі сточище річки Ульц і пов'язаних з ним водно-болотних угідь.
У цій місцевості мешкає рідкісний білоголовий журавель (Grus vipio) та інші види журавлів.
.
Основна зона визначена як Особливо охоронювана територія для збереження стада монгольської газелі (Procapra gutturosa).
Перехідні райони використовуються для туризму, а також для випасу худоби, вибракування диких тварин у разі потреби, утримання лісів та збору лікарських рослин для домашнього використання скотарським населенням близько 11 800 жителів.